# 전기화학발광
전기화학발광(electrochemiluminescence) 또는 전기생성화학발광(electrogenerated chemiluminescence, ECL)은 용액에서 전기화학 반응 중에 생성되는 일종의 발광이다. 전기생성화학발광에서, 전기화학적으로 생성된 중간체는 고도의 방출반응을 거쳐 전자적으로 들뜬 상태를 생성한 후 이완 시 더 낮은 수준의 상태로 빛을 방출한다. 방출된 빛의 광자의 이 파장은 이 두 상태 사이의 에너지 갭에 해당한다. ECL 여기는 전기생성된 종의 활발한 전자 전달(산화환원) 반응으로 인해 발생할 수 있다. 이러한 발광 여기는 하나/모든 반응물이 전극에서 전기화학적으로 생성되는 화학발광의 한 형태이다.
ECL은 일반적으로 비양성자성 유기 용매(ECL 구성)에 발광 종(여러 고리 방향족 탄화수소, 금속 복합체, 양자점 또는 나노입자) 용액을 포함하는 전기화학 전지의 전극에 전위(수 볼트)를 가하는 동안 관찰된다. 유기 용매에서는 산화 및 환원 형태의 발광 종 모두가 서로 다른 전극에서 동시에 또는 산화와 환원 사이의 전위를 스위핑하여 단일 전극에서 생성될 수 있다. 여기 에너지는 산화종과 환원종의 재결합으로부터 얻어진다.
분석 용도로 주로 사용되는 수성 매질에서는 물 자체의 전기화학적 분해로 인해 발광종의 동시 산화 및 환원이 달성하기 어렵기 때문에 공반응물과의 ECL 반응이 사용된다. 후자의 경우, 발광종은 일부 화학적 변형 후에 강력한 환원제를 제공하는 공반응물과 함께 전극에서 산화된다(산화 환원 메커니즘).

## 같이 보기
- 바이오센서
- 화학발광
- 전기화학
- 발광